# Četrta ženska sklanjatev
V četrto žensko sklanjatev spadajo samostalniške besede, ki se sklanjajo kot pridevniške besede ženskega spola (npr. dežurna dežurne).